# 한형준
한형준(韓亨俊, 1929년 1월 5일 ~ 2013년 6월 20일)은 대한민국의 수제기와 제작 기술자이다.
국내에서 유일하게 조선시대 기와의 전통 제작기법과 공정을 이어 온 장인으로, 1988년 8월에 국가무형문화재 제91호 제와장 기능보유자로 지정되었다.
2008년 화재로 소실된 숭례문 복구 공사에 참여하여 공장제 기와를 모두 전통 기와로 교체하는 작업을 지휘했다.
2013년 숙환으로 별세했다.